# کویبیشفسک
شهر کویبیشفسک (به تاجیکی: Куйбышевск) در استان ختلان در کشور تاجیکستان واقع شده‌است. جمعیت این شهر ۱۱٫۵۱۶ نفر است.